# One Raffles Place
One Raffles Place, anciennement connu sous le nom de Overseas Union Bank Centre ou OUB Centre est un gratte-ciel de bureaux situé au centre-ville de Singapour. En 2014 c'était l'un des trois plus hauts gratte-ciel de Singapour. En 2012, une tour de 210 mètres a été construite à côté de la tour principale. 